# Sholem Asch

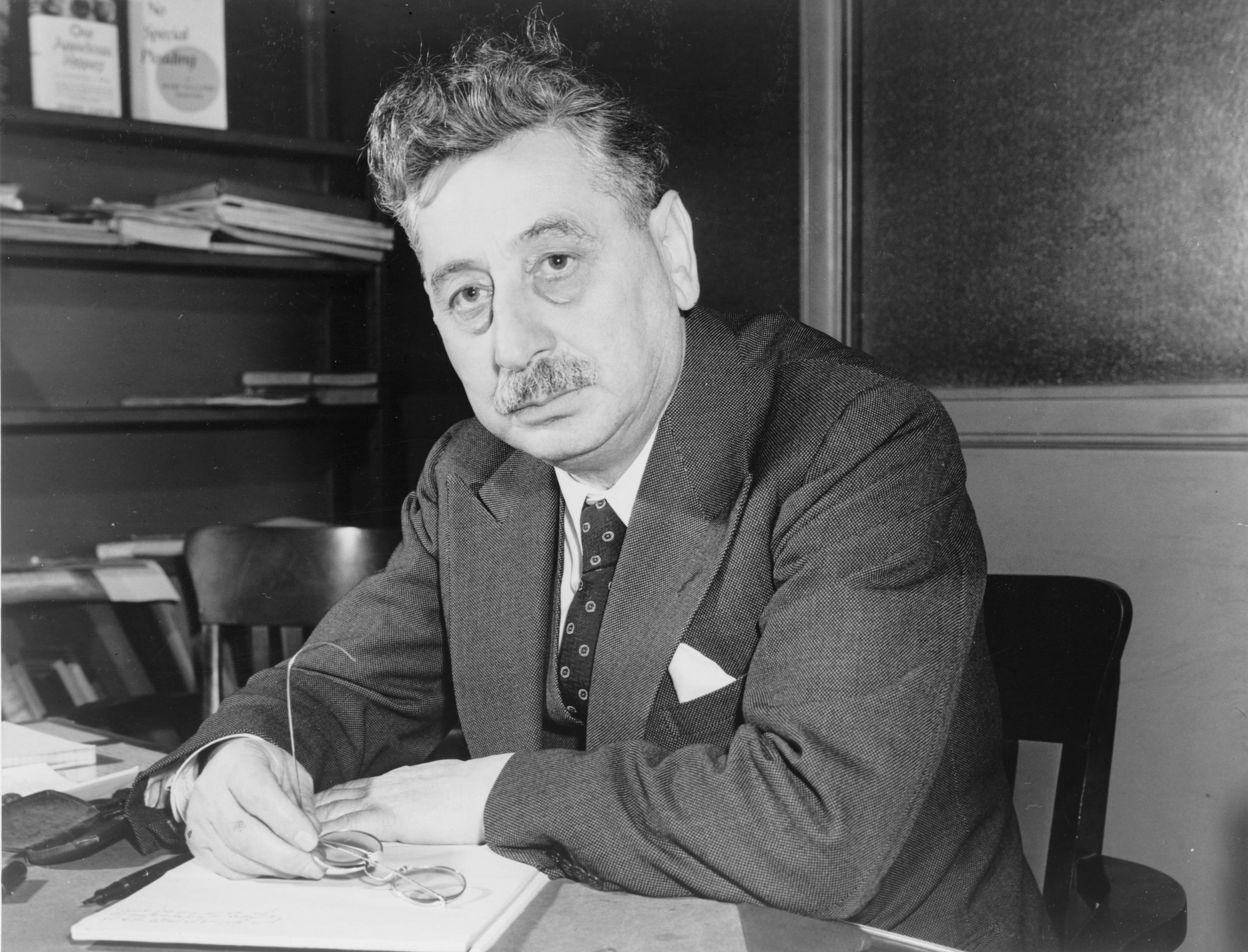
Sholem Asch

Sholem Asch (även stavat Shalom), född 1 november 1880 i Kutno, Polen, död 10 juli 1957 i London, var en amerikansk-judisk författare som skrev på jiddisch.

## Biografi
Asch föddes i Kutno i Polen som då tillhörde Kejsardömet Ryssland. Han föddes i en familj om tio barn, och var son till en boskapsförsäljare och värdshusinnehavare. Han fick en klassisk judisk utbildning, och som ung man fick han en mer liberal utbildning i staden Włocławek, där han försörjde sig som brevskrivare för judiska analfabeter. Därifrån flyttade han till Warszawa, där han träffade och gifte sig med Mathilde Shapiro, dotter till den polskjudiske författaren M.M. Shapiro. Till en början skrev Asch, inspirerad av haskala, på hebreiska, men I.L. Peretz övertalade honom att byta till jiddisch.
1908 reste han till Palestina och 1910 till USA. Han bodde där under hela första världskriget och fick amerikanskt medborgarskap år 1920, då han återvände till Polen. Senare flyttade han till Frankrike, besökte åter Palestina år 1936 och bosatte sig permanent i USA år 1938.
Boken Kiddush ha-Shem (1919) är en av de tidigaste historiska romanerna på jiddisch, den handlade om det antisemitiska Chmelnytskyupproret i Ukraina och Polen under mitten av 1600-talet. När hans drama God of Vengeance från 1907, som utspelade sig i en bordell och handlar om ett lesbiskt förhållande, spelades upp på Broadway år 1923 arresterades alla skådespelare och dömdes för obscenitet, trots att pjäsen var ett standardverk i Europa och hade översatts till flera språk. Trilogin Farn Mabul som skrevs mellan 1929 och 1931 beskriver livet som jude under det tidiga 1900-talet i Sankt Petersburg, Warszawa och Moskva. Bayrn Opgrunt från 1937 utspelar sig i Tyskland under hyperinflationen på 1920-talet. Dos Gezang fun Tol handlar om judisk-sionistiska pionjärer i Palestina, och reflekterar hans besök i regionen år 1936.
Under tidiga 1920-talet publicerades hans samlade verk i tolv volymer, och 1932 belönades han med priset Polonia Restituta och valdes till hedersordförande av Yiddish PEN Club. Han kom dock senare att orsaka kontrovers i den judiska världen i och med en trilogi bestående av böckerna The Nazarene, Aposteln och Mary, skrivna mellan 1939 och 1949, vilka handlade om händelser i nya testamentet. New Yorks ledande tidning på jiddisch, The Forward, inte bara avskedade honom som skribent, utan attackerade honom öppet för att förespråka kristendom.
Verk av Asch brändes under bokbålen runt om i Nazityskland 1933.
Asch tillbringade större delen av sina sista år i Bat Yam nära Tel Aviv i Israel. Hans hus i den staden är numera ett museum tillägnat honom. Större delen av hans privata bibliotek finns vid Yale University.